# هيدأكي كوباياشي (دبلوماسي)
هيدأكي كوباياشي (باليابانية: 小林秀明؛ بالكانا: こばやし　ひであき) هو دبلوماسي ياباني، ولد في 1945 في ناغانو في اليابان.